# Plymouth Model Q
La Model Q è un'autovettura mid-size prodotta dalla Plymouth nel 1928. È stato il primo modello prodotto dalla casa automobilistica statunitense.

## Storia
La vettura, che era particolarmente economica, fu lanciata sui mercati da Walter Chrysler per competere con la Ford Model T. Con la creazione del marchio Plymouth, la Chrysler volle infatti ampliare la propria offerta verso il basso. Il gap esistente tra i due marchi fu poi colmato con l'acquisto della Dodge e la creazione del marchio DeSoto. La Model Q fu presentata il 7 luglio 1928 al Madison Square Garden di New York. Nell'occasione, la vettura dimostrativa che apriva il corteo fu guidata dalla famosa aviatrice Amelia Earhart. Il modello era anche conosciuto come Chrysler Plymouth.
Il modello era dotato di un motore a valvole laterali e quattro cilindri in linea da 2.791 cm³ di cilindrata che sviluppava 45 CV di potenza. Questo propulsore era l'unico presente, nella gamma del gruppo Chrysler, ad essere a quattro cilindri. Il motore era anteriore, mentre la trazione era posteriore. Il cambio era manuale a tre rapporti e la frizione era monodisco a secco. I freni erano idraulici sulle quattro ruote.
Del modello ne furono prodotti, in totale, 66.097 esemplari.